# Битва при Лемносі (1913)
Битва при Лемносі — морська битва часів Першої Балканської війни 1912–1913 років. Відбулась 18 (5) січня 1913 року в північній частині Егейського моря, поблизу острова Лемнос, між османською та грецькою броненосними ескадрами.

## Сили та плани сторін
Незважаючи на невдачу в битві при Еллі, османське командування готувалось розгромити грецьку ескадру, яка блокувала Дарданелли й базувалась у Мудросській гавані на Лемносі, та повернути собі північноегейські острови. Наприкінці грудня 1912 року османські броненосці та крейсери, що перебували в Дарданеллах, двічі проводили рекогносцирувальні виходи до островів Тенедос та Імброс для визначення дислокації кораблів противника. На Галліпольському півострові зосереджувались османські десантні сили.
Головні сили османського флоту, який очолював капітан 1-го рангу Рамзі-бей, складали два застарілих броненосці німецького виробництва — «Хайраддін Барбаросса» й «Тургут-реїс» (із серії «Бранденбург» водотоннажністю 10 000 тонн, хід 15 вузлів, озброєння: по шість 11-дюймових і шість 4-дюймових гармат). Два інших старих османських броненосці — «Мессудіє» (9100 тонн, 17 вузлів, дві 9-дюймові та дванадцять 6-дюймових гармат) та «Ассарі Тевфік» (4700 тонн, 12 вузлів, три 6-дюймових і сім 4,7-дюймових гармат) після повної перебудови були радше тихохідними броненосними крейсерами. Найсучаснішими кораблями османського флоту були бронепалубні крейсери «Гамідіє» та «Меджидіє» (3900 тонн, 22 вузли, по дві 6- та вісім 4,7-дюймових гармат). У османів також було вісім досить сучасних есмінців та п'ять міноносців.
У грецькій ескадрі під стягом контр-адмірала Кунтуріотіса основною бойовою силою був новітній броненосний крейсер італійського виробництва «Георгіос Авероф» (10000 тонн, 22,5 вузли, чотири 9,2-дюймових і вісім 7,5-дюймових гармат). Три грецьких броненосці — «Ідра», «Псара» та «Спеце» (4900 тонн, 17 вузлів, по три 10,5-дюймових і п'ять 6-дюймових гармат) — були застарілими кораблями берегової оборони. Мінна грецька флотилія складалась із 14 есмінців (у тому числі й чотирьох великих), 5 міноносців і субмарини. Також у греків було кілька озброєних цивільних суден — допоміжних крейсерів.
Османський план передбачав розгром османської ескадри частинами. Для цього першим з Дарданелл виходив швидкохідний крейсер «Гамідіє», який мав провести демонстрацію поблизу одного з зайнятих греками островів та відволікти на себе головний грецький корабель — броненосний крейсер «Авероф». При цьому «Гамідіє», цілком імовірно, був би знищений набагато більш сильним та швидким «Аверофом», натомість османські броненосці отримували можливість у той же час атакувати та знищити біля Лемноса слабкі грецькі броненосці берегової оборони, а потім уже витримати бій з одиноким «Аверофом». Греки загалом знали османський план. Вони передбачали перехоплення «Гамідіє» поблизу острова Тенедос, де було виставлено мінне загородження, та перебували два есмінці, п'ять міноносців, два допоміжних крейсери та субмарина.

## Рейд «Гамідіє»
У ніч з 15 на 16 січня 1913 року крейсер «Гамідіє» під командуванням відомого османського капітана Рауф-бея в супроводі «Мессудіє», «Меджидіє» та шести есмінців вийшов із Дарданелл. Після того, як османи переконались, що їх поява в Егейському морі залишилась для греків непоміченою, супроводження повернулось до протоки. «Гамідіє» узяв курс до центральної частини Егейського моря, до острова Сірос. Там османський крейсер завдав серйозних ушкоджень озброєному пасажирському судну «Македонія» та обстріляв порт Ермуполіс, завдавши місту серйозних руйнувань. Довідавшись про появу в Егейському морі османського рейдера, Греція припинила торгове судноплавство, було вимкнено вогні маяків. Остерігаючись нальоту «Гамідіє» на гавань грецької столиці, в Піреї встановили берегові батареї та мінні загородження. Ввечері 17 січня з Дарданелл до острова Тенедос вирушив у розвідку крейсер «Меджидіє». Не виявивши «Георгіоса Аверофа», османи дійшли висновку, що їхній план удався — головний грецький корабель відряджений наздоганяти «Гамідіє».

## Бій поблизу Лемноса
18 січня 1913 року о 9 ранку османський флот вийшов із Дарданелл до Егейського моря. Командувач ескадрою Рамзі-бей тримав прапор на броненосці «Тургут-реїс». Із ним йшли броненосець «Хайраддін Барбаросса», броненосний крейсер «Мессудіє», бронепалубний крейсер «Меджидіє», вісім есмінців та п'ять міноносців. Найслабший та найповільніший османський броненосний корабель «Ассарі Тевфік» залишився біля входу в Дарданелли. Османська ескадра пройшла повз острови Тенедос, Імброс та взяла курс до Лемноса. Близько 11 ранку за 10 миль від північно-східного краю Лемноса Рамзі-бей виявив грецьку ескадру, що рухалась назустріч з Мудросської бухти, її очолював броненосний крейсер «Георгіос Авероф». Османський план не спрацював, усупереч отриманому з Афін наказу виділити найкращі кораблі на переслідування «Гамідіє», контр-адмірал Кондуріотіс вирішив не розділяти свої сили, підозрюючи швидку появу всього османського флоту. Перед боєм Кунтуріотіс підняв сигнал ескадрою: «Майбутнє дорогої нам Греції залежить від цього бою! Бийтесь як леви!»
Великі броненосці надавали османам перевагу у важких гарматах та броньовому захисті. Об 11.25 османи першими відкрили вогонь з дистанції 12 км. Об 11.34, коли ескадри наблизились до 8,5 км, вогонь відкрили й греки. Незважаючи на велику кількість випущених крупнокаліберних снарядів, османська стрільба була малорезультативною. Греки стріляли набагато влучніше. Першими з бою вийшли найменш захищені османські кораблі — есмінці, міноносці та бронепалубний крейсер «Меджидіє». Набравши швидкість, вони розвернулись та пішли у бік Дарданелл. Потім два невеликих грецьких броненосці — «Ідра» та «Псара» — зосередили вогонь на старому броненосному крейсері «Мессудіє». На ураженому в центральний гарматний каземат османському кораблі стався сильний вибух.
Адмірал Кунтуріотіс знову, як і в битві при Еллі, відокремився на флагманському крейсері «Георгіос Авероф» від своїх броненосців, щоб обійти османські сили й поставити їх під перехресний обстріл. Наблизившись до османських броненосців до 4,5 км, «Георгіос Авероф» засипав їх снарядами, спричинивши серйозні пошкодження. Найбільше постраждав броненосець «Хайраддін Барбаросса». На ньому тричі спалахували пожежі, прямим влучанням була підірвана середня башта головного калібру, у другій башті вийшла з ладу система подачі снарядів, були збиті труба та щогла. Багато османів загинули чи були поранені на палубі, коли греки почали стріляти шрапнеллю. На флагманському османському броненосці «Тургут-реїс» також спалахнула пожежа, була розбита одна з башт з двома 11-дюймовими гарматами.
Османам вдалось поцілити десять разів у «Георгіос Аверофф», що, однак, не завдало йому серйозних збитків. Також зазнав деяких уражень броненосець берегової оборони «Спеце». О 13.10 османи повернули назад та почали відступати до Дарданелл. Грецький флагман «Авероф» переслідував їх, продовжуючи обстрілювати ще понад годину. Щоб допомогти своїй ескадрі, старий османський броненосний крейсер «Ассарі Тевфлік», що перебував у дозорі біля Дарданелл висунувся в море та взяв участь у заключній частині битви, зазнавши серйозних ушкоджень від кількох влучань з «Аверофа». Османський флот зміг повернутись на свою базу, що було оголошено його командуванням успіхом.

## Підсумки битви
Битва завершилась явною перемогою грецького флоту, який зумів завдати своєму противнику набагато більших збитків, аніж зазнав сам. Сторони зазнали неспіврозмірних людських втрат: у греків — лише один поранений, у османів — понад 30 убитих і 80 поранених (за іншими даними — понад 80 убитих і близько 300 поранених). Османи так і не змогли виконати поставлене завдання — забезпечити собі вільний вихід до Егейського моря. Бій поблизу Лемноса довів неможливість перемогти грецький флот і зняти блокаду Дарданелл.
Після поразки в Лемноській битві уряд Османської імперії висловив готовність пристати на мирні пропозиції, однак був усунутий «младотурками», які виступали за продовження війни. За наказом нового військово-морського міністра більшість броненосних кораблів було спрямовано для підтримки з моря наступів сухопутних військ на болгарські позиції біля Чатталджі.
За всієї невдачі для османів Лемноської битви, можна відзначити, що ушкодження, отримані в бою крейсером «Георгіос Авероф», очевидно, не дали йому можливості завадити успішному рейдерству «Гамідіє», який паралізував грецьке судноплавство на Середземному морі.